# ラグビーワールドカップ2015
ラグビーワールドカップ2015は、2015年9月18日から10月31日まで開催の第8回ラグビーワールドカップ。2009年7月28日にイングランドで開催することが決まった。イングランドでの開催は1991年の第2回大会に続き2回目となる。ニュージーランドが2大会連続3度目の優勝を達成した。

## 開催地
最終的に立候補したのは以下の4協会。
- 日本
- 南アフリカ共和国
- イングランド
- イタリア

イングランド以外は2019年大会にも立候補していたが、同大会は日本での開催が決まった。
以下の4協会は立候補を取り下げた。
- スコットランド
- ウェールズ
- アイルランド
- オーストラリア

## 競技会場
大会の会場は2013年5月2日に決定した。開幕戦はトゥイッケナム・スタジアムで開催。決勝トーナメントの開催地については括弧書きで注記した。
| イングランドの旗 | ロンドン                                              | ロンドン                             | ロンドン                               | マンチェスター                           |
| イングランドの旗 | トゥイッケナム・スタジアム （準々決勝、準決勝、決勝） | ウェンブリー・スタジアム             | オリンピック・スタジアム （3位決定戦） | シティ・オブ・マンチェスター・スタジアム |
| イングランドの旗 | 北緯51度27分22秒 西経0度20分30秒                      | 北緯51度33分21秒 西経0度16分47秒     | 北緯51度32分19秒 西経0度00分59秒       | 北緯53度28分59秒 西経2度12分1秒          |
| イングランドの旗 | 収容人数: 81,605人                                    | 収容人数: 90,000人                   | 収容人数: 54,000人                     | 収容人数: 55,097人                       |
| イングランドの旗 |                                                       |                                      |                                        |                                          |
| イングランドの旗 | ニューカッスル                                        | バーミンガム                         | リーズ                                 | レスター                                 |
| イングランドの旗 | セント・ジェームズ・パーク                            | ヴィラ・パーク                       | エランド・ロード                       | レスター・シティ・スタジアム             |
| イングランドの旗 | 収容人数: 52,409人                                    | 収容人数: 42,785人                   | 収容人数: 37,914人                     | 収容人数: 32,312人                       |
| イングランドの旗 | 北緯54度58分32秒 西経1度37分18秒                      | 北緯52度30分33秒 西経1度53分5秒      | 北緯53度46分40秒 西経1度34分20秒       | 北緯52度37分13秒 西経1度8分32秒          |
| イングランドの旗 |                                                       |                                      |                                        |                                          |
| イングランドの旗 | ミルトン・キーンズ                                    | ブライトン                           | グロスター                             | エクセター                               |
| イングランドの旗 | スタジアム:mk                                         | ブライトン・コミュニティ・スタジアム | キングスホルム・スタジアム             | サンディ・パーク                         |
| イングランドの旗 | 収容人数: 30,717人                                    | 収容人数: 30,750人                   | 収容人数: 16,500人                     | 収容人数: 12,300人                       |
| イングランドの旗 | 北緯52度00分34秒 西経00度44分00秒                     | 北緯50度51分42秒 西経0度4分59.80秒   | 北緯51度52分18秒 西経2度14分34秒       | 北緯50度42分33.51秒 西経3度28分3.26秒    |
| イングランドの旗 |                                                       |                                      |                                        |                                          |
| ウェールズの旗   | カーディフ                                            |                                      |                                        |                                          |
| ウェールズの旗   | ミレニアム・スタジアム （準々決勝）                   |                                      |                                        |                                          |
| ウェールズの旗   | 収容人数: 74,154人                                    |                                      |                                        |                                          |
| ウェールズの旗   | 北緯51度28分40秒 西経3度11分00秒                      |                                      |                                        |                                          |
| ウェールズの旗   |                                                       |                                      |                                        |                                          |

## 予選

### 地区予選枠
- ヨーロッパ2
- 南北アメリカ2
- アフリカ1
- アジア1
  - アジア地区最終予選の優勝チームに出場権が与えられる。
- オセアニア1
- 最終プレーオフ1
  - ヨーロッパ・南北アメリカ・アフリカ・アジアの各次点計4チームで争われる。

| 予選名                       | 前回大会順位 予選順位     | 出場チーム       | 出場回数       | 出場決定日     |
| ---------------------------- | ------------------------- | ---------------- | -------------- | -------------- |
| 開催国                       | 開催国                    | イングランド     | 8大会連続8度目 |                |
| 前回大会 ベスト12 (予選免除) | 優勝                      | ニュージーランド | 8大会連続8度目 |                |
| 前回大会 ベスト12 (予選免除) | 2位                       | フランス         | 8大会連続8度目 |                |
| 前回大会 ベスト12 (予選免除) | 3位                       | オーストラリア   | 8大会連続8度目 |                |
| 前回大会 ベスト12 (予選免除) | 4位                       | ウェールズ       | 8大会連続8度目 |                |
| 前回大会 ベスト12 (予選免除) | ベスト8                   | アイルランド     | 8大会連続8度目 |                |
| 前回大会 ベスト12 (予選免除) | ベスト8                   | アルゼンチン     | 8大会連続8度目 |                |
| 前回大会 ベスト12 (予選免除) | ベスト8                   | 南アフリカ共和国 | 6大会連続6度目 |                |
| 前回大会 ベスト12 (予選免除) | ベスト12                  | トンガ           | 6大会連続7度目 |                |
| 前回大会 ベスト12 (予選免除) | ベスト12                  | スコットランド   | 8大会連続8度目 |                |
| 前回大会 ベスト12 (予選免除) | ベスト12                  | イタリア         | 8大会連続8度目 |                |
| 前回大会 ベスト12 (予選免除) | ベスト12                  | サモア           | 7大会連続7度目 |                |
| ヨーロッパ地区               | 1位                       | ジョージア       | 4大会連続4度目 | 2014年3月15日  |
| ヨーロッパ地区               | 2位                       | ルーマニア       | 8大会連続8度目 | 2014年3月15日  |
| オセアニア地区               | 1位                       | フィジー         | 5大会連続7度目 | 2014年6月28日  |
| アフリカ地区                 | 1位                       | ナミビア         | 5大会連続5度目 | 2014年7月6日   |
| アメリカ地区                 | 1位                       | カナダ           | 8大会連続8度目 | 2013年8月24日  |
| アメリカ地区                 | 2位                       | アメリカ合衆国   | 5大会連続7度目 | 2014年3月29日  |
| アジア地区                   | 1位                       | 日本             | 8大会連続8度目 | 2014年5月25日  |
| 最終プレーオフ 通過チーム    | 最終プレーオフ 通過チーム | ウルグアイ       | 3大会ぶり3度目 | 2014年10月11日 |

## プールステージ
2012年12月3日に予選プール組合せ抽選会が行われ、2012年12月3日時点でのIRB世界ランキングをもとに各プールに振り分けられた。
| プールA                                                                                    | プールB                                                                                     | プールC                                                                                   | プールD                                                                           |
| ------------------------------------------------------------------------------------------ | ------------------------------------------------------------------------------------------- | ----------------------------------------------------------------------------------------- | --------------------------------------------------------------------------------- |
| - オーストラリア (3) - イングランド (5) - ウェールズ (9) - フィジー (13) - ウルグアイ (22) | - 南アフリカ共和国 (2) - サモア (7) - スコットランド (12) - 日本 (15) - アメリカ合衆国 (16) | - ニュージーランド (1) - アルゼンチン (8) - トンガ (11) - ジョージア (17) - ナミビア (24) | - フランス (4) - アイルランド (6) - イタリア (10) - カナダ (14) - ルーマニア (19) |

1. ↑  国名の後の括弧書き数字は、2012年12月3日時点でのIRBランキング

勝点の加算法
- 勝利：4ポイント
- 引分：2ポイント
- 敗戦：0ポイント

以下のポイントはボーナスポイントとして加算する
- トライ数が4以上：1ポイント（勝敗にかかわらず加算）
- 7点差以内で敗戦：1ポイント

順位決定方法
勝点が同点のチームが2つ以上ある場合は、以下の順に比較して順位を決定する。
1. 直接対決の勝者
2. 得失点差
3. トライ差数（トライ数－被トライ数）
4. 得点数
5. トライ数
6. ここまで参照し、それでも差がつかない場合は、2015年10月12日時点で更新した世界ランキングの順位に基づいて上位のチームを決定する。

順位表の項目
Pld：試合数　 W：勝利数　 D：引分数　 L：敗戦数　 TF：トライ数　 TA：被トライ数
PF：得点数　 PA：失点数　 +/-：得失点差　 BP：ボーナスポイント　 Pts：勝点
| 凡例 | 凡例                                                                  |
| ---- | --------------------------------------------------------------------- |
|      | 決勝トーナメントに進出、2019年大会予選免除                            |
|      | プールステージ敗退だが2019年大会予選免除 （日本は、2019年大会開催地） |

開催時刻はいずれも現地時間（BST/UTC+1）。

### プールA
| Team           | Pld | W | D | L | TF | TA | PF  | PA  | +/−  | BP | Pts |
| -------------- | --- | - | - | - | -- | -- | --- | --- | ---- | -- | --- |
| オーストラリア | 4   | 4 | 0 | 0 | 17 | 2  | 141 | 35  | +106 | 1  | 17  |
| ウェールズ     | 4   | 3 | 0 | 1 | 11 | 2  | 111 | 62  | +49  | 1  | 13  |
| イングランド   | 4   | 2 | 0 | 2 | 16 | 5  | 133 | 75  | +58  | 3  | 11  |
| フィジー       | 4   | 1 | 0 | 3 | 10 | 11 | 84  | 101 | -17  | 1  | 5   |
| ウルグアイ     | 4   | 0 | 0 | 4 | 2  | 36 | 30  | 226 | -196 | 0  | 0   |

| 9月18日 20:00 | イングランド | 35 - 11 | フィジー | トゥイッケナム・スタジアム, ロンドン 観客数: 80,015人 |
| 9月18日 20:00 | レポート     |         |          | トゥイッケナム・スタジアム, ロンドン 観客数: 80,015人 |

| 9月20日 14:30 | ウェールズ | 54 - 9 | ウルグアイ | ミレニアム・スタジアム, カーディフ 観客数: 71,887人 |
| 9月20日 14:30 | レポート   |        |            | ミレニアム・スタジアム, カーディフ 観客数: 71,887人 |

| 9月23日 16:45 | オーストラリア | 28 - 13 | フィジー | ミレニアム・スタジアム, カーディフ 観客数: 67,253人 |
| 9月23日 16:45 | レポート       |         |          | ミレニアム・スタジアム, カーディフ 観客数: 67,253人 |

| 9月26日 20:00 | イングランド | 25 - 28 | ウェールズ | トゥイッケナム・スタジアム, ロンドン 観客数: 81,129人 |
| 9月26日 20:00 | レポート     |         |            | トゥイッケナム・スタジアム, ロンドン 観客数: 81,129人 |

| 9月27日 12:00 | オーストラリア | 65 - 3 | ウルグアイ | ヴィラ・パーク, バーミンガム 観客数: 39,605人 |
| 9月27日 12:00 | レポート       |        |            | ヴィラ・パーク, バーミンガム 観客数: 39,605人 |

| 10月1日 16:45 | ウェールズ | 23 - 13 | フィジー | ミレニアム・スタジアム, カーディフ 観客数: 71,576人 |
| 10月1日 16:45 | レポート   |         |          | ミレニアム・スタジアム, カーディフ 観客数: 71,576人 |

| 10月3日 20:00 | イングランド | 13 - 33 | オーストラリア | トゥイッケナム・スタジアム, ロンドン 観客数: 81,010人 |
| 10月3日 20:00 | レポート     |         |                | トゥイッケナム・スタジアム, ロンドン 観客数: 81,010人 |

| 10月6日 20:00 | フィジー | 47 - 15 | ウルグアイ | スタジアム:mk, ミルトン・キーンズ 観客数: 30,048人 |
| 10月6日 20:00 | レポート |         |            | スタジアム:mk, ミルトン・キーンズ 観客数: 30,048人 |

| 10月10日 16:45 | オーストラリア | 15 - 6 | ウェールズ | トゥイッケナム・スタジアム, ロンドン 観客数: 80,863人 |
| 10月10日 16:45 | レポート       |        |            | トゥイッケナム・スタジアム, ロンドン 観客数: 80,863人 |

| 10月10日 20:00 | イングランド | 60 - 3 | ウルグアイ | シティ・オブ・マンチェスター・スタジアム, マンチェスター 観客数: 50,778人 |
| 10月10日 20:00 | レポート     |        |            | シティ・オブ・マンチェスター・スタジアム, マンチェスター 観客数: 50,778人 |

### プールB
| Team             | Pld | W | D | L | TF | TA | PF  | PA  | +/−  | BP | Pts |
| ---------------- | --- | - | - | - | -- | -- | --- | --- | ---- | -- | --- |
| 南アフリカ共和国 | 4   | 3 | 0 | 1 | 23 | 4  | 176 | 56  | +120 | 4  | 16  |
| スコットランド   | 4   | 3 | 0 | 1 | 14 | 9  | 136 | 93  | +43  | 2  | 14  |
| 日本             | 4   | 3 | 0 | 1 | 9  | 12 | 98  | 100 | -2   | 0  | 12  |
| サモア           | 4   | 1 | 0 | 3 | 7  | 13 | 69  | 124 | -55  | 2  | 6   |
| アメリカ合衆国   | 4   | 0 | 0 | 4 | 5  | 20 | 50  | 156 | -106 | 0  | 0   |

| 9月19日 16:45 | 南アフリカ共和国 | 32 - 34 | 日本 | ブライトン・コミュニティ・スタジアム, ブライトン 観客数: 29,290人 |
| 9月19日 16:45 | レポート         |         |      | ブライトン・コミュニティ・スタジアム, ブライトン 観客数: 29,290人 |

| 9月20日 12:00 | サモア   | 25 - 16 | アメリカ合衆国 | ブライトン・コミュニティ・スタジアム, ブライトン 観客数: 29,178人 |
| 9月20日 12:00 | レポート |         |                | ブライトン・コミュニティ・スタジアム, ブライトン 観客数: 29,178人 |

| 9月23日 14:30 | スコットランド | 45 - 10 | 日本 | キングスホルム・スタジアム, グロスター 観客数: 14,354人 |
| 9月23日 14:30 | レポート       |         |      | キングスホルム・スタジアム, グロスター 観客数: 14,354人 |

| 9月26日 16:45 | 南アフリカ共和国 | 46 - 6 | サモア | ヴィラ・パーク, バーミンガム 観客数: 39,526人 |
| 9月26日 16:45 | レポート         |        |        | ヴィラ・パーク, バーミンガム 観客数: 39,526人 |

| 9月27日 14:30 | スコットランド | 39 - 16 | アメリカ合衆国 | エランド・ロード, リーズ 観客数: 33,521人 |
| 9月27日 14:30 | レポート       |         |                | エランド・ロード, リーズ 観客数: 33,521人 |

| 10月3日 14:30 | サモア   | 5 - 26 | 日本 | スタジアム:mk, ミルトン・キーンズ 観客数: 29,019人 |
| 10月3日 14:30 | レポート |        |      | スタジアム:mk, ミルトン・キーンズ 観客数: 29,019人 |

| 10月3日 16:45 | 南アフリカ共和国 | 34 - 16 | スコットランド | セント・ジェームズ・パーク, ニューカッスル 観客数: 50,900人 |
| 10月3日 16:45 | レポート         |         |                | セント・ジェームズ・パーク, ニューカッスル 観客数: 50,900人 |

| 10月7日 16:45 | 南アフリカ共和国 | 64 - 0 | アメリカ合衆国 | オリンピック・スタジアム, ロンドン 観客数: 54,658人 |
| 10月7日 16:45 | レポート         |        |                | オリンピック・スタジアム, ロンドン 観客数: 54,658人 |

| 10月10日 14:30 | サモア   | 33 - 36 | スコットランド | セント・ジェームズ・パーク, ニューカッスル 観客数: 51,982人 |
| 10月10日 14:30 | レポート |         |                | セント・ジェームズ・パーク, ニューカッスル 観客数: 51,982人 |

| 10月11日 20:00 | アメリカ合衆国 | 18 - 28 | 日本 | キングスホルム・スタジアム, グロスター 観客数: 14,517人 |
| 10月11日 20:00 | レポート       |         |      | キングスホルム・スタジアム, グロスター 観客数: 14,517人 |

### プールC
| Team             | Pld | W | D | L | TF | TA | PF  | PA  | +/−  | BP | Pts |
| ---------------- | --- | - | - | - | -- | -- | --- | --- | ---- | -- | --- |
| ニュージーランド | 4   | 4 | 0 | 0 | 25 | 3  | 174 | 49  | +125 | 3  | 19  |
| アルゼンチン     | 4   | 3 | 0 | 1 | 22 | 7  | 179 | 70  | +109 | 3  | 15  |
| ジョージア       | 4   | 2 | 0 | 2 | 5  | 16 | 53  | 123 | -70  | 0  | 8   |
| トンガ           | 4   | 1 | 0 | 3 | 8  | 17 | 70  | 130 | -60  | 2  | 6   |
| ナミビア         | 4   | 0 | 0 | 4 | 8  | 25 | 70  | 174 | -104 | 1  | 1   |

| 9月19日 12:00 | トンガ   | 10 - 17 | ジョージア | キングスホルム・スタジアム, グロスター 観客数: 14,200人 |
| 9月19日 12:00 | レポート |         |            | キングスホルム・スタジアム, グロスター 観客数: 14,200人 |

| 9月20日 16:45 | ニュージーランド | 26 - 16 | アルゼンチン | ウェンブリー・スタジアム, ロンドン 観客数: 89,019人 |
| 9月20日 16:45 | レポート         |         |              | ウェンブリー・スタジアム, ロンドン 観客数: 89,019人 |

| 9月24日 20:00 | ニュージーランド | 58 - 14 | ナミビア | オリンピック・スタジアム, ロンドン 観客数: 51,820人 |
| 9月24日 20:00 | レポート         |         |          | オリンピック・スタジアム, ロンドン 観客数: 51,820人 |

| 9月25日 16:45 | アルゼンチン | 54 - 9 | ジョージア | キングスホルム・スタジアム, グロスター 観客数: 14,256人 |
| 9月25日 16:45 | レポート     |        |            | キングスホルム・スタジアム, グロスター 観客数: 14,256人 |

| 9月29日 16:45 | トンガ   | 35 - 21 | ナミビア | サンディ・パーク, エクセター 観客数: 10,103人 |
| 9月29日 16:45 | レポート |         |          | サンディ・パーク, エクセター 観客数: 10,103人 |

| 10月2日 20:00 | ニュージーランド | 43 - 10 | ジョージア | ミレニアム・スタジアム, カーディフ 観客数: 69,187人 |
| 10月2日 20:00 | レポート         |         |            | ミレニアム・スタジアム, カーディフ 観客数: 69,187人 |

| 10月4日 14:30 | アルゼンチン | 45 - 16 | トンガ | レスター・シティ・スタジアム, レスター 観客数: 29,124人 |
| 10月4日 14:30 | レポート     |         |        | レスター・シティ・スタジアム, レスター 観客数: 29,124人 |

| 10月7日 20:00 | ナミビア | 16 - 17 | ジョージア | サンディ・パーク, エクセター 観客数: 11,156人 |
| 10月7日 20:00 | レポート |         |            | サンディ・パーク, エクセター 観客数: 11,156人 |

| 10月9日 20:00 | ニュージーランド | 47 - 9 | トンガ | セント・ジェームズ・パーク, ニューカッスル 観客数: 50,985人 |
| 10月9日 20:00 | レポート         |        |        | セント・ジェームズ・パーク, ニューカッスル 観客数: 50,985人 |

| 10月11日 12:00 | アルゼンチン | 64 - 19 | ナミビア | レスター・シティ・スタジアム, レスター 観客数: 30,198人 |
| 10月11日 12:00 | レポート     |         |          | レスター・シティ・スタジアム, レスター 観客数: 30,198人 |

### プールD
| Team         | Pld | W | D | L | TF | TA | PF  | PA  | +/− | BP | Pts |
| ------------ | --- | - | - | - | -- | -- | --- | --- | --- | -- | --- |
| アイルランド | 4   | 4 | 0 | 0 | 16 | 2  | 134 | 35  | +99 | 2  | 18  |
| フランス     | 4   | 3 | 0 | 1 | 12 | 6  | 120 | 63  | +57 | 2  | 14  |
| イタリア     | 4   | 2 | 0 | 2 | 7  | 8  | 74  | 88  | -14 | 2  | 10  |
| ルーマニア   | 4   | 1 | 0 | 3 | 7  | 17 | 60  | 129 | -69 | 0  | 4   |
| カナダ       | 4   | 0 | 0 | 4 | 7  | 16 | 58  | 131 | -73 | 2  | 2   |

| 9月19日 14:30 | アイルランド | 50 - 7 | カナダ | ミレニアム・スタジアム, カーディフ 観客数: 68,523人 |
| 9月19日 14:30 | レポート     |        |        | ミレニアム・スタジアム, カーディフ 観客数: 68,523人 |

| 9月19日 20:00 | フランス | 32 - 10 | イタリア | トゥイッケナム・スタジアム, ロンドン 観客数: 76,232人 |
| 9月19日 20:00 | レポート |         |          | トゥイッケナム・スタジアム, ロンドン 観客数: 76,232人 |

| 9月23日 20:00 | フランス | 38 - 11 | ルーマニア | オリンピック・スタジアム, ロンドン 観客数: 50,626人 |
| 9月23日 20:00 | レポート |         |            | オリンピック・スタジアム, ロンドン 観客数: 50,626人 |

| 9月26日 14:30 | イタリア | 23 - 18 | カナダ | エランド・ロード, リーズ 観客数: 33,120人 |
| 9月26日 14:30 | レポート |         |        | エランド・ロード, リーズ 観客数: 33,120人 |

| 9月27日 16:45 | アイルランド | 44 - 10 | ルーマニア | ウェンブリー・スタジアム, ロンドン 観客数: 89,267人 |
| 9月27日 16:45 | レポート     |         |            | ウェンブリー・スタジアム, ロンドン 観客数: 89,267人 |

| 10月1日 20:00 | フランス | 41 - 18 | カナダ | スタジアム:mk, ミルトン・キーンズ 観客数: 28,145人 |
| 10月1日 20:00 | レポート |         |        | スタジアム:mk, ミルトン・キーンズ 観客数: 28,145人 |

| 10月4日 16:45 | アイルランド | 16 - 9 | イタリア | オリンピック・スタジアム, ロンドン 観客数: 52,187人 |
| 10月4日 16:45 | レポート     |        |          | オリンピック・スタジアム, ロンドン 観客数: 52,187人 |

| 10月6日 16:45 | カナダ   | 15 - 17 | ルーマニア | レスター・シティ・スタジアム, レスター 観客数: 27,153人 |
| 10月6日 16:45 | レポート |         |            | レスター・シティ・スタジアム, レスター 観客数: 27,153人 |

| 10月11日 14:30 | イタリア | 32 - 22 | ルーマニア | サンディ・パーク, エクセター 観客数: 11,450人 |
| 10月11日 14:30 | レポート |         |            | サンディ・パーク, エクセター 観客数: 11,450人 |

| 10月11日 16:45 | フランス | 9 - 24 | アイルランド | ミレニアム・スタジアム, カーディフ 観客数: 72,163人 |
| 10月11日 16:45 | レポート |        |              | ミレニアム・スタジアム, カーディフ 観客数: 72,163人 |

## 決勝トーナメント
開催時刻はいずれも現地時間（BST（UTC+1）、10月25日以降はGMT（UTC+0））。
今大会のトーナメントにおいては、同点で所定80分を終了した場合、5分休憩ののち、最初に20分（10分ハーフ）の通常ルールでの延長戦を行い、そこでも決着がつかない場合、さらに5分休憩ののち、10分間1本の再延長をサドンデス方式（すなわち、先にトライ、ペナルティーゴール、ドロップゴールなどによって得点を挙げたチームが勝利し、その場で試合終了となる）を行い、再延長でも決着がつかない場合、キッキングコンペティション（ゴールキックを5人ずつ、蹴る場所を変えて試技を行い、その合計本数で勝敗を決する。5人終了時で同点であれば、6人目からは片方が成功・失敗に分かれるまで続くサドンデス方式）を実施する。
|  | 準々決勝                              | 準々決勝                              |                                       |    | 準決勝    | 準決勝    |  |  | 決勝 | 決勝 |
|  |                                       |                                       |                                       |    |           |           |  |  |      |      |
|  | 10月17日 – トゥイッケナム・スタジアム |                                       |                                       |    |           |           |  |  |      |      |
|  |                                       |                                       |                                       |    |           |           |  |  |      |      |
|  | 南アフリカ共和国                      | 23                                    |                                       |    |           |           |  |  |      |      |
|  | 南アフリカ共和国                      | 23                                    | 10月24日 – トゥイッケナム・スタジアム |    |           |           |  |  |      |      |
|  | ウェールズ                            | 19                                    |                                       |    |           |           |  |  |      |      |
|  | ウェールズ                            | 19                                    | 南アフリカ共和国                      | 18 |           |           |  |  |      |      |
|  | 10月17日 – ミレニアム・スタジアム     |                                       | 南アフリカ共和国                      | 18 |           |           |  |  |      |      |
|  |                                       | ニュージーランド                      | 20                                    |    |           |           |  |  |      |      |
|  | ニュージーランド                      | ニュージーランド                      | 20                                    | 62 |           |           |  |  |      |      |
|  | ニュージーランド                      |                                       | 10月31日 – トゥイッケナム・スタジアム | 62 |           |           |  |  |      |      |
|  | フランス                              | 13                                    |                                       |    |           |           |  |  |      |      |
|  | フランス                              | 13                                    | ニュージーランド                      | 34 |           |           |  |  |      |      |
|  | 10月18日 – ミレニアム・スタジアム     |                                       | ニュージーランド                      | 34 |           |           |  |  |      |      |
|  |                                       | オーストラリア                        | 17                                    |    |           |           |  |  |      |      |
|  | アイルランド                          | オーストラリア                        | 17                                    | 20 |           |           |  |  |      |      |
|  | アイルランド                          | 10月25日 – トゥイッケナム・スタジアム |                                       | 20 |           |           |  |  |      |      |
|  | アルゼンチン                          | 43                                    |                                       |    |           |           |  |  |      |      |
|  | アルゼンチン                          | 43                                    | アルゼンチン                          | 15 |           |           |  |  |      |      |
|  | 10月18日 – トゥイッケナム・スタジアム |                                       | アルゼンチン                          | 15 |           |           |  |  |      |      |
|  |                                       | オーストラリア                        | 29                                    |    | 3位決定戦 | 3位決定戦 |  |  |      |      |
|  | オーストラリア                        | オーストラリア                        | 29                                    | 35 | 3位決定戦 | 3位決定戦 |  |  |      |      |
|  | オーストラリア                        |                                       | 10月30日 – オリンピック・スタジアム   | 35 |           |           |  |  |      |      |
|  | スコットランド                        | 34                                    |                                       |    |           |           |  |  |      |      |
|  | スコットランド                        | 34                                    | 南アフリカ共和国                      | 24 |           |           |  |  |      |      |
|  |                                       |                                       |                                       |    |           |           |  |  |      |      |
|  | アルゼンチン                          | 13                                    |                                       |    |           |           |  |  |      |      |
|  | アルゼンチン                          | 13                                    |                                       |    |           |           |  |  |      |      |

### 準々決勝
| 10月17日 16:00 | 南アフリカ共和国                                                                                 | 23 - 19  | ウェールズ                                                                              | トゥイッケナム・スタジアム, ロンドン 観客数: 79,572人 レフリー: ウェイン・バーンズ |
| 10月17日 16:00 | T: デュプレア 75' m G: ポラード (0/1) PG: ポラード (5/7) 9', 13', 17', 21', 62' DG: ポラード 52' | レポート | T: G.デーヴィス 18' c G: ビガー (1/1) 19' PG: ビガー (3/4) 15', 47', 64' DG: ビガー 40' | トゥイッケナム・スタジアム, ロンドン 観客数: 79,572人 レフリー: ウェイン・バーンズ |

| 10月17日 20:00 | ニュージーランド | 62 - 13  | フランス                                                                       | ミレニアム・スタジアム, カーディフ 観客数: 71,619人 レフリー: ナイジェル・オーウェンズ |
| 10月17日 20:00 | T: レタリック 11' c ミルナー＝スカッダー 23' c サヴェア (3) 29' c, 38' m, 59' c カイノ 50' m リード 64' c カー＝バーロー (2) 68' c, 71' c G: カーター (7/9) 12', 25', 31', 60', 65', 68', 72' PG: カーター (1/1) 7' | レポート | T: ピカモール 36' c G: パラ (1/1) 37' PG: スペディング (1/1) 9' パラ (1/2) 15' | ミレニアム・スタジアム, カーディフ 観客数: 71,619人 レフリー: ナイジェル・オーウェンズ |

| 10月18日 13:00 | アイルランド                                                                                          | 20 - 43  | アルゼンチン | ミレニアム・スタジアム, カーディフ 観客数: 72,316人 レフリー: ジェローム・ガルセス |
| 10月18日 13:00 | T: フィツジェラルド 26' c マーフィー 44' c G: マディガン (2/2) 27', 45' PG: マディガン (2/4) 20', 53' | レポート | T: モローニ 3' c イモフ (2) 10' c, 73' c トゥクレ 69' c G: サンチェス (4/4) 5', 10', 70', 74' PG: サンチェス (5/6) 13', 22', 51', 64', 77' | ミレニアム・スタジアム, カーディフ 観客数: 72,316人 レフリー: ジェローム・ガルセス |

| 10月18日 16:00 | オーストラリア | 35 - 34  | スコットランド | トゥイッケナム・スタジアム, ロンドン 観客数: 77,110人 レフリー: クレイグ・ジュベール |
| 10月18日 16:00 | T: アシュリークーパー 9' m ミッチェル (2) 30' m, 43' c フーパー 40' m クリンドラニ 64' c G: フォーリー (2/5) 44', 65' PG: フォーリー (2/2) 54', 80' | レポート | T: ホーン 18' c シーモア 59' m ベネット 74' c G: レイドロー (2/3) 19', 75' PG: レイドロー (5/5) 14', 21', 34', 47', 69' | トゥイッケナム・スタジアム, ロンドン 観客数: 77,110人 レフリー: クレイグ・ジュベール |

### 準決勝
| 10月24日 16:00 | 南アフリカ共和国                                             | 18 - 20  | ニュージーランド                                                                                | トゥイッケナム・スタジアム, ロンドン 観客数: 80,090人 レフリー: ジェローム・ガルセス |
| 10月24日 16:00 | PG: ポラード (5/5) 3', 11', 21', 39', 58' ランビー (1/1) 69' | レポート | T: カイノ 6' c バレット 52' c G: カーター (2/2) 9', 53' PG: カーター (1/2) 60' DG: カーター 46' | トゥイッケナム・スタジアム, ロンドン 観客数: 80,090人 レフリー: ジェローム・ガルセス |

| 10月25日 16:00 | アルゼンチン                                | 15 - 29  | オーストラリア | トゥイッケナム・スタジアム, ロンドン 観客数: 80,025人 レフリー: ウェイン・バーンズ |
| 10月25日 16:00 | PG: サンチェス (5/5) 7', 24', 36', 45', 55' | レポート | T: シモンズ 2' c アシュリークーパー (3) 10' c, 32' m, 72' c G: フォーリー (3/4) 3', 11', 73' PG: フォーリー (1/2) 48' | トゥイッケナム・スタジアム, ロンドン 観客数: 80,025人 レフリー: ウェイン・バーンズ |

### 3位決定戦
| 10月30日 20:00 | 南アフリカ共和国                                                                               | 24 - 13  | アルゼンチン                                                                              | オリンピック・スタジアム, ロンドン 観客数: 55,925人 レフリー: ジョン・レイシー |
| 10月30日 20:00 | T: ピーターセン 6' c エツベス 43' m G: ポラード (1/2) 7' PG: ポラード (4/5) 14', 33', 40', 48' | レポート | T: オルランディ 80' c G: サンチェス (1/1) 80' PG: サンチェス (1/1) 52' DG: サンチェス 42' | オリンピック・スタジアム, ロンドン 観客数: 55,925人 レフリー: ジョン・レイシー |

### 決勝
| 10月31日 16:00 | ニュージーランド | 34 - 17  | オーストラリア                                                                             | トゥイッケナム・スタジアム, ロンドン 観客数: 80,125人 レフリー: ナイジェル・オーウェンズ |
| 10月31日 16:00 | T: ミルナー＝スカッダー 39' c ノヌー 42' m バレット 79' c G: カーター (2/3) 40', 80' PG: カーター (4/4) 8', 27', 36', 75' DG: カーター 70' | レポート | T: ポーコック 53' クリンドラニ 64' c G: フォーリー (2/2) 54', 65' PG: フォーリー (1/1) 14' | トゥイッケナム・スタジアム, ロンドン 観客数: 80,125人 レフリー: ナイジェル・オーウェンズ |

| 2015 ワールドカップ優勝国           |
| ----------------------------------- |
| · ニュージーランド · 2大会連続3度目 |

## マスターカード マン・オブ・ザ・マッチ
「マスターカード マン・オブ・ザ・マッチ」は、勝利国、敗退国に関わらず、毎試合ベストプレイヤー (印象的なプレーをした選手) に選ばれた選手が選ばれる賞。選ばれた選手は、トロフィーが贈呈される。
|           | 試合日   | 対戦国                              | 受賞者                       |
| --------- | -------- | ----------------------------------- | ---------------------------- |
| プールA   | 9月18日  | イングランド × フィジー             | マイク・ブラウン             |
| プールA   | 9月20日  | ウェールズ × ウルグアイ             | コリー・アレン               |
| プールA   | 9月23日  | オーストラリア × フィジー           | デビッド・ポーコック         |
| プールA   | 9月26日  | イングランド × ウェールズ           | ダン・ビガー                 |
| プールA   | 9月27日  | オーストラリア × ウルグアイ         | ショーン・マクマーン         |
| プールA   | 10月1日  | ウェールズ × フィジー               | ギャレス・デーヴィス         |
| プールA   | 10月3日  | イングランド × オーストラリア       | ジョー・ローンチブリー       |
| プールA   | 10月6日  | フィジー × ウルグアイ               | レオネ・ナカラワ             |
| プールA   | 10月10日 | オーストラリア × ウェールズ         | ギャレス・デーヴィス         |
| プールA   | 10月10日 | イングランド × ウルグアイ           | ニック・イースター           |
| プールB   | 9月19日  | 南アフリカ共和国 × 日本             | 田中史朗                     |
| プールB   | 9月20日  | サモア × アメリカ合衆国             | ティム・ナナイ＝ウィリアムズ |
| プールB   | 9月23日  | スコットランド × 日本               | グレイグ・レイドロー         |
| プールB   | 9月26日  | 南アフリカ共和国 × サモア           | ハンドレ・ポラード           |
| プールB   | 9月27日  | スコットランド × アメリカ合衆国     | スチュアート・ホッグ         |
| プールB   | 10月3日  | サモア × 日本                       | 五郎丸歩                     |
| プールB   | 10月3日  | 南アフリカ共和国 × スコットランド   | ローデ・デヤハー             |
| プールB   | 10月7日  | 南アフリカ共和国 × アメリカ合衆国   | ダミアン・デアレンディ       |
| プールB   | 10月10日 | サモア × スコットランド             | ジョン・ハーディー           |
| プールB   | 10月11日 | アメリカ合衆国 × 日本               | 五郎丸歩                     |
| プールC   | 9月19日  | トンガ × ジョージア                 | マムカ・ゴルゴゼ             |
| プールC   | 9月20日  | ニュージーランド × アルゼンチン     | ブロディ・レタリック         |
| プールC   | 9月24日  | ニュージーランド × ナミビア         | ネヘ・ミルナー＝スカッダー   |
| プールC   | 9月25日  | アルゼンチン × ジョージア           | サンティアゴ・コルデロ       |
| プールC   | 9月29日  | トンガ × ナミビア                   | ジャック・ラム               |
| プールC   | 10月2日  | ニュージーランド × ジョージア       | マムカ・ゴルゴゼ             |
| プールC   | 10月4日  | アルゼンチン × トンガ               | ニコラス・サンチェス         |
| プールC   | 10月7日  | ナミビア × ジョージア               | ティヌス・デュ・プレシス     |
| プールC   | 10月9日  | ニュージーランド × トンガ           | ネヘ・ミルナー＝スカッダー   |
| プールC   | 10月11日 | アルゼンチン × ナミビア             | オラシオ・アグージャ         |
| プールD   | 9月19日  | アイルランド × カナダ               | ジョナサン・セクストン       |
| プールD   | 9月19日  | フランス × イタリア                 | ルイ・ピカモール             |
| プールD   | 9月23日  | フランス × ルーマニア               | ウェズレイ・フォファナ       |
| プールD   | 9月26日  | イタリア × カナダ                   | DTH・ファン・デル・メルヴァ  |
| プールD   | 9月27日  | アイルランド × ルーマニア           | キース・アールズ             |
| プールD   | 10月1日  | フランス × カナダ                   | フレデリック・ミシャラク     |
| プールD   | 10月4日  | アイルランド × イタリア             | イアン・ヘンダーソン         |
| プールD   | 10月6日  | カナダ × ルーマニア                 | ジェフ・ハスラー             |
| プールD   | 10月11日 | イタリア × ルーマニア               | エドアルド・ゴーリ           |
| プールD   | 10月11日 | フランス × アイルランド             | ショーン・オブライエン       |
| 準々決勝  | 10月17日 | 南アフリカ共和国 × ウェールズ       | スカルク・バーガー           |
| 準々決勝  | 10月17日 | ニュージーランド × フランス         | ジュリアン・サヴェア         |
| 準々決勝  | 10月18日 | アイルランド × アルゼンチン         | ニコラス・サンチェス         |
| 準々決勝  | 10月18日 | オーストラリア × スコットランド     | マット・ギタウ               |
| 準決勝    | 10月24日 | 南アフリカ共和国 × ニュージーランド | ベン・スミス                 |
| 準決勝    | 10月25日 | アルゼンチン × オーストラリア       | アダム・アシュリー＝クーパー |
| 3位決定戦 | 10月30日 | 南アフリカ共和国 × アルゼンチン     | ダミアン・デアレンディ       |
| 決勝      | 11月2日  | ニュージーランド × オーストラリア   | ダン・カーター               |

## 放送体制
2011年、ITV系列のITVスポーツは2011年本大会と2015年本大会の放送契約を締結した。ITVは2015年本大会についてイギリスおよび世界各国に対する主管放送局となり、英国放送協会やSky Sportsを上回る額を提示して権利を勝ち取った。イギリス国内では本大会の全試合をITVあるいはITV4で生放送した。

### 出場国の放送体制
| 国                                                                   | 放送ネットワーク               | 放送内容 |
| -------------------------------------------------------------------- | ------------------------------ | --- |
| アルゼンチン                                                         | ESPN エクストラ                | 全48試合を生放送。 |
| アルゼンチン                                                         | ESPN                           | 少なくとも16試合（アルゼンチン戦全試合とウルグアイ戦全試合、および決勝トーナメント全試合）を放送。                                                             |
| アルゼンチン                                                         | TVパブリカ                     | アルゼンチン戦全試合、および開幕戦、準決勝、決勝を放送。 |
| オーストラリア                                                       | Fox Sports                     | 全48試合を生放送。 |
| オーストラリア                                                       | ナイン・ネットワーク           | オーストラリア代表戦全試合の他、プールステージの数試合と決勝トーナメント全試合を生放送。                                                                       |
| カナダ                                                               | TSN                            | 全48試合を生放送。 |
| カナダ                                                               | RDS                            | フランス語で数試合を放送。 |
| フィジー                                                             | フィジー・テレビジョン         | 全48試合を生放送。 |
| フィジー                                                             | FBC TV                         | 全48試合を生放送（無料放送）。 |
| フランス本土および海外領土                                           | TF1                            | フランス代表戦全試合を含むプールステージ15試合と、準々決勝2試合、準決勝以降全4試合のあわせて21試合を放送。                                                     |
| フランス本土および海外領土                                           | Canal+                         | TF1で放送されない27試合を放送。 |
| ジョージア                                                           | 1tv                            | 全48試合を生放送。 |
| アイルランド共和国                                                   | TV3                            | 全48試合を生放送。 |
| イタリア                                                             | Sky Sport                      | 全48試合を生放送。 |
| 日本                                                                 | J SPORTS                       | 全48試合を生放送。 |
| 日本                                                                 | 日本テレビ                     | 日本テレビ系30局ネットで開幕戦・日本代表・決勝戦の試合を中心に13試合を生放送（一部録画）。また、日本戦・決勝戦については上田晋也、舘ひろしを総合司会に迎えた。 |
| 日本                                                                 | NHK                            | NHK BS1で日本代表の試合を中心に12試合を放送。 |
| ナミビア                                                             | SuperSport                     | 全48試合を生放送。 |
| ニュージーランド                                                     | Sky Sport                      | 全48試合を生放送。 |
| ルーマニア                                                           | Digi Sport                     | 全48試合を生放送。 |
| サモア                                                               | フィジー・テレビジョン         | 全48試合を生放送。 |
| 南アフリカ共和国                                                     | SuperSport                     | 全48試合を生放送。 |
| 南アフリカ共和国                                                     | SABC                           | 南アフリカ戦全試合を含む29試合を生放送。7試合を録画放送。 |
| トンガ                                                               | フィジー・テレビジョン         | 全48試合を生放送。 |
| イギリス（イングランド、北アイルランド、スコットランド、ウェールズ） | ITV放送網                      | 全48試合を生放送。イングランドとウェールズではITVチャンネル、スコットランドではSTVチャンネル、北アイルランドではUTVチャンネル、その他ITV4チャンネルで放送。    |
| イギリス（イングランド、北アイルランド、スコットランド、ウェールズ） | BBC Radio                      | 全48試合を生放送。 Radio Cymruではウェールズ戦をウェールズ語で放送。                                                                                           |
| イギリス（イングランド、北アイルランド、スコットランド、ウェールズ） | S4C                            | ウェールズ戦全試合をウェールズ語にて生放送。開幕戦と、ウェールズの出場とは無関係に準々決勝1試合と準決勝1試合、および3位決定戦、決勝を放送。                    |
| アメリカ合衆国                                                       | Universal Sports NBC Univision | NBCとUnivisionでプールステージのアメリカ代表戦4試合と、開幕戦および準決勝以降の4試合を放送。UniversalSports.com では全48試合を生放送。                         |
| ウルグアイ                                                           | ESPN                           | 少なくとも16試合（アルゼンチン戦全試合とウルグアイ戦全試合、および決勝トーナメント全試合）を放送。                                                             |
| ウルグアイ                                                           | Teledoce                       | ウルグアイ戦のみ放送。 |

### 出場国以外の放送体制
| 放送ネットワーク              | 国 | 放送内容                                                                                                |
| ----------------------------- | --- | --- |
| Best 4 Sport TV               | ラトビア | 全48試合を生放送あるいは録画放送。再放送あり。                                                          |
| Canal+ Africa                 | フランス語圏の中部アフリカおよび西アフリカ | 全48試合を Canal+ Sport 3 にて生放送。                                                                  |
| Channel Eye                   | スリランカ | 全48試合を生放送あるいは録画放送。再放送あり（無料放送）。                                              |
| ESPNラテンアメリカ            | チリ、パラグアイ、エクアドル、ボリビア、フォークランド諸島、ガイアナ、ペルー、スリナム、ベネズエラ、ベリーズ、コスタリカ、エルサルバドル、グアテマラ、ホンジュラス、ニカラグア、パナマ、フランス領ギアナ、カリブ海地域、コロンビア、メキシコ | 少なくとも16試合（アルゼンチン戦全試合とウルグアイ戦全試合、および決勝トーナメント全試合）を放送。      |
| ESPNブラジル                  | ブラジル | 全48試合を生放送。                                                                                      |
| ユーロスポーツ                | オーストリア、ベルギー、ドイツ、リヒテンシュタイン、ルクセンブルク、スイス | 開幕戦および決勝戦を含む20試合を生放送。                                                                |
| Fox Sports Asia               | カンボジア、中国（STAR Sports）、香港、インドネシア、韓国（STAR Sports）、マカオ、モンゴル、ミャンマー、パプアニューギニア、フィリピン、シンガポール、台湾、タイ、ベトナム、マレーシア | 全48試合を生放送。                                                                                      |
| フィジー・テレビジョン        | クック諸島、東ティモール、ソロモン諸島、ニウエ、ナウル、バヌアツ、キリバス、北マリアナ諸島、トケラウ（ニュージーランド）、タヒチ（フランス）、ツバル、ニューカレドニア、アメリカ領サモア、マーシャル諸島、パラオ、ミクロネシア連邦、パプアニューギニア、ウォリス・フツナ（フランス）、ニューカレドニア（フランス）、フランス領インド洋無人島群、フランス領ポリネシア | 全48試合を生放送。                                                                                      |
| Canal+ Deportes (Movistar+)   | スペイン | 全48試合を生放送。                                                                                      |
| OSN                           | アルジェリア、バーレーン、エジプト、ヨルダン、クウェート、レバノン、モロッコ、サウジアラビア、オマーン、カタール、チュニジア、アラブ首長国連邦 | 全48試合を生放送あるいは録画放送。                                                                      |
| Peretz (ロシアのTVチャンネル) | ロシア | 30試合超をテレビジョンによる録画放送およびインターネットによる生放送。                                  |
| Polsat Sport                  | ポーランド | 全48試合を生放送あるいは録画放送。                                                                      |
| Pragosport/Česká televize     | チェコ、スロバキア | 全48試合を生放送。                                                                                      |
| RTL 7                         | オランダ | 24試合を生放送。                                                                                        |
| Sony SIX                      | バングラデシュ、インド、パキスタン | 全48試合を同系列のSony Kixとともに生放送。                                                              |
| Sport TV                      | ポルトガル | 全48試合を生放送。                                                                                      |
| SuperSport                    | アンゴラ、ベナン、ボツワナ、ブルキナファソ、ブルンジ、カメルーン、中央アフリカ共和国、コモロ、コンゴ共和国、コートジボワール、赤道ギニア、エリトリア、エチオピア、ガボン、ガンビア、ガーナ、ギニア、ギニアビサウ、ケニア、レソト、リベリア、マダガスカル、マラウイ、マリ、モザンビーク、ニジェール、ナイジェリア、ルワンダ、サントメ・プリンシペ、セネガル、セーシェル、シエラレオネ、ソコトラ島（イエメン）、スワジランド 、セントヘレナ・アセンションおよびトリスタンダクーニャ、タンザニア、トーゴ、ウガンダ、ザンビア、ジンバブエ | 全48試合を生放送。                                                                                      |
| TF1                           | モナコ | フランス戦全試合、プールステージの好カード、準々決勝2試合、準決勝2試合、3位決定戦、決勝の21試合を放送。 |
| Tivibu Spor                   | アゼルバイジャン、トルコ | プールステージのトンガ対ジョージア、ウェールズ対フィジー、フランス対カナダを除く45試合を生放送。        |
| Sport1                        | イスラエル | TBA |
| Viaplay, Viasat               | デンマーク、フィンランド、ノルウェー、スウェーデン | 全48試合を OTT Service Viaplay にて生放送。一部試合について Viasat Sport でも放送。                     |
| Digi Sport                    | ハンガリー | 少なくとも40試合を生放送。                                                                              |

出典。